# سفارة سلوفينيا في اليابان
سفارة سلوفينيا في اليابان هي أرفع تمثيل دبلوماسي لدولة سلوفينيا لدى اليابان. تقع السفارة في وهي تهدف لتعزيز المصالح السلوفينية في اليابان.

## وصلات خارجية
- الموقع الرسمي
- قائمة سفارات سلوفينيا
- قائمة السفارات في اليابان